# 波希米亚和摩拉维亚保护国抵抗运动

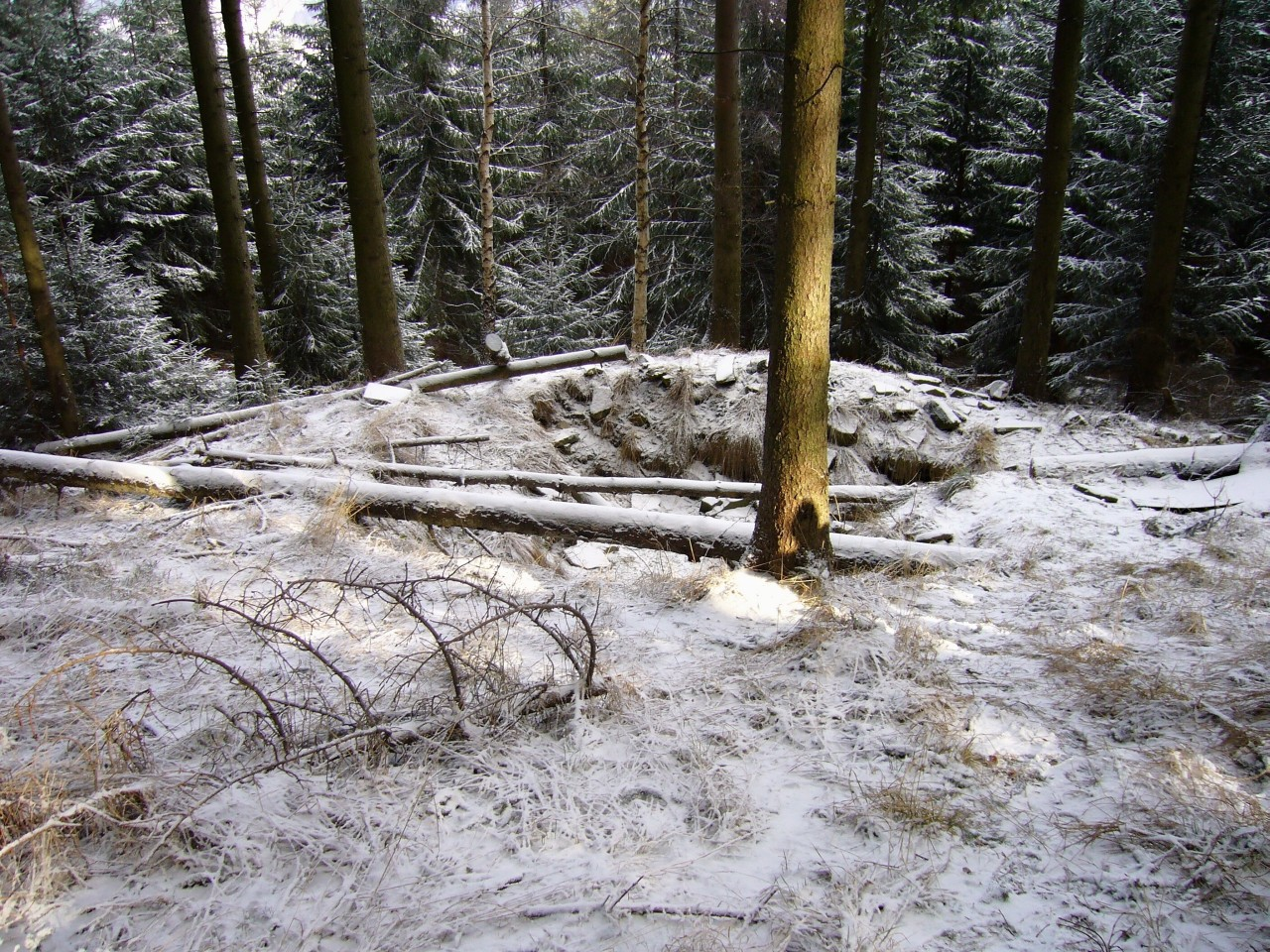
摩拉维亚-西里西亚贝斯基德地区莫拉夫卡外的游击队所建的碉堡。

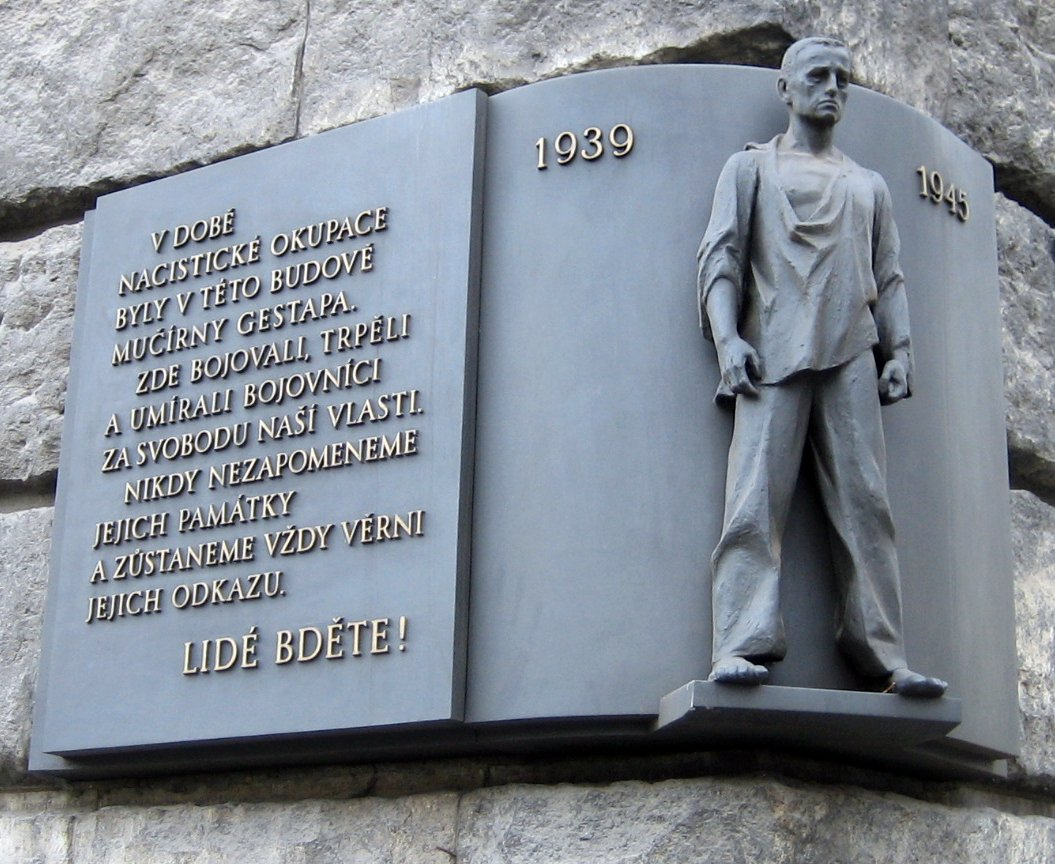
佩切克宫上的纪念碑，用于纪念德国占领期间的捷克受害者。

二战期间波希米亚和摩拉维亚保护国的抵抗始于捷克斯洛伐克被纳粹德国占领以及1939年3月15日保护国成立之后。德国的镇压政策遏制了抵抗行为并消灭了抵抗组织。在战争初期，捷克民众和铁路工人参与了对铁路和公共交通设施的破坏和组织示威活动。后来，捷克斯洛伐克共产党的武装游击队也参加了破坏活动和与德国警察的冲突，后来，邮政局部门雇员也加入了抵抗；1946年时，邮政局部门方面称有 116名邮政雇员因在占领期间参与抵抗被杀，且209名雇员在监狱或集中营中死亡。抵抗运动最著名的行动则是暗杀莱因哈德·海德里希。抵抗活动的力量在1945年5月的布拉格起义中达到顶峰；随着盟军的攻势逼近，抵抗运动更为激烈，在苏联红军攻入布拉格之前，在布拉格爆发了为期四天的血腥巷战。

## 整合抵抗组织
二战初期的捷克抵抗运动网络在捷克斯洛伐克总统爱德华·贝奈斯的领导下运作。爱德华·贝奈斯与捷克斯洛伐克军事情报负责人弗兰蒂谢克·莫拉韦克在流亡伦敦时协调抵抗活动。
在德国保护国当局的镇压下，主要的抵抗组织在全国抵抗运动中央领导机构之下进行整合以统一指挥抵抗活动。
全国抵抗运动中央领导机构作为伦敦和布拉格之间的主要秘密的联系通道一直存在到1941年。其目的是作为一个流亡政府，并直到捷克斯洛伐克从纳粹德国占领下获得解放。
在”全国抵抗运动中央领导机构"下合并的三个主要抵抗团体是”政治部”、和”我们依然忠诚委员会“以及民族保卫组织。这些团体都是民主主义性质的，是亲捷克斯洛伐克流亡政府和西方的。与第四个抵抗组织捷克斯洛伐克共产党相反，他们的大多数成员是被解散的捷克斯洛伐克军队的前军官士兵，与上面团体的区别是，其是共产主义性质的而立场亲苏联。
1941年，全国抵抗运动中央领导机构支持左派PVVZ制定的政治纲领，纲领称"为了自由，为了一个新的捷克斯洛伐克共和国"。其后，”全国抵抗运动中央领导机构"宣布继承捷克斯洛伐克前总统托马斯·马萨里克的民主理想，并呼吁建立一个社会主义的共和国，敦促所有流亡者与国内的社会主义者保持联系和合作。
除了负责作为伦敦和布拉格之间的通信手段外，"全国抵抗运动中央领导机构"还负责传递情报和军事情报。传递情报主要通过使用一个秘密电台来进行，该秘密电台可以接触到捷克国内的组织。"全国抵抗运动中央领导机构"有时会传递一些不准确的情报—-无论是普通情报还是军事情报，有时是故意这样做的。因为贝奈斯经常敦促”全国抵抗运动中央领导机构"发布关于军事形势的虚假乐观报告，以提高士气和激励更广泛的抵抗。
虽然 "全国抵抗运动中央领导机构"是贝奈斯的主要伙伴，但并非完全服从他的政策。1941年夏天，全国抵抗运动中央领导机构拒绝了贝奈斯关于在战争结束后只部分驱逐苏台德德意志人的建议，而是要求完全驱逐他们。全国抵抗运动中央领导机构成功地改变了贝奈斯在这个问题上的立场。

## 全国抵抗运动委员会和捷克斯洛伐克共产党的关系
全国抵抗运动委员会与捷克斯洛伐克共产党的关系是组织和维持抵抗运动的一个重要方面，更因苏联与捷克的关系而成为其抵抗运动工作的一个核心部分。
1941年6月德国入侵苏联标志着抵抗运动的转折点。在苏德战争爆发之前，"捷克斯洛伐克共产党的主要任务是阻止帝国主义的战争"。苏德战争爆发后，捷克斯洛伐克抵抗组织开始依靠捷克斯洛伐克国内和莫斯科的支持。1941年6月24日，贝奈斯在伦敦通过"抵抗委员会”的广播中告苏联，"我们两个国家之间的关系因此回到了慕尼黑协定之前的情况，古老的传统友谊得以继续"。
虽然捷克斯洛伐克共产党不是全国抵抗委员会的正式组成部分，因此捷克斯洛伐克共产党保持其组织上的独立性，但它呼吁与所有反法西斯团体统一行动。
捷克斯洛伐克共产党的领导人希望通过帮助维持苏联与捷克斯洛伐克的关系来讨好"全国抵抗委员会"。而贝奈斯经常利用这些捷克斯洛伐克共产党领导人在莫斯科举行的会议，以改善苏联-捷克斯洛伐克的伙伴关系。一些证据表明，"全国抵抗运动委员会"可能已经就1941年4月的德国可能的入侵向苏联发出警告。1941年3月，贝奈斯收到关于德国在苏联边境集结军队的情报。根据他的回忆录，他立即向美国、英国和苏联传递了这一情报。
捷克斯洛伐克共产党的命运也与全国抵抗运动委员会的命运紧密相连。在莱因哈德·海德里希被暗杀后，KSČ也遭受了巨大的打击，直到1944年他的力量才得以恢复。

## 刺杀莱因哈德·海德里希
捷克斯洛伐克抵抗运动最著名的一次行动是1942年5月27日策划了约瑟夫·盖伯瑟克和詹·库比兹对莱因哈德·海德里希的刺杀行动，他们在英国皇家空军协助下空降到波希米亚。随着海德里希在1941年秋天被任命为波希米亚和摩拉维亚的帝国保护专员，其已预判到全国抵抗运动委员会会遭受保护国当局新的残酷的镇压。9月底，海德里希已经逮捕了几乎所有的全国抵抗运动委员会成员，占领当局也成功切断了全国抵抗运动委员会与伦敦之间的全部联系。德国人对海德里希被刺杀的反应通常被认为是在1942年后海德里希有成效的镇压了一个捷克抵抗运动的成果。
随后纳粹德国对刺杀进行了报复，将利迪策和莱扎奇两个村庄夷为平地。1942年10月，有1331人被保护国的法院判处死刑，有252人因参与刺杀阴谋而被送往毛特豪森集中营。最后，在德国人的报复下，全国抵抗运动委员会会仅存的成员也被悉数逮捕。

## 敌后作战
1942年后，第一批游击队大量的和新集结的游击队在山地和森林之中活动。  到1945年春天，波希米亚和摩拉维亚的游击队已经发展到120个游击团体，规模约为7500人。游击队通过破坏轨道和桥梁以及破坏火车和车站，破坏铁路和公路运输网。导致一些铁路在夜间不能使用，而火车被迫慢速行驶。从1944年夏季到1945年5月，有300多起游击队袭击铁路和通信的事件。从苏联红军攻入摩拉维亚后的党卫军以烧毁了整个村庄作为报复。 游击队有不同的人组成，包括逃脱的捷克抵抗组织的前成员、逃跑的战俘和德国的逃兵。其他游击队员是住在农村地区的捷克人，他们白天干活，晚上则加入游击队进行夜袭。
规模最大和最成功的抵抗团体是扬-日兹卡（Jan Žižka）游击队，总部设在摩拉维亚南部的霍斯廷（Hostýn-Vsetín）山区。1944年9月越过斯洛伐克边境后转移后，日兹卡游击队破坏了铁路和桥梁，并袭击了被派去追捕他们的德国警察。
尽管德国占领当局采取了严厉的镇压措施，如即决处决可疑的平民支持者，但游击队仍继续活动。
最终，日兹卡游击队发展到1500多人，在1945年4月摩拉维亚地区解放时在大部分地区进行抵抗。

## 布拉格起义
1945年5月1日，普热罗夫等地爆发了以抵抗组织为首、游击队也大量参加的五月起义。起义的爆发导致德国军队的撤退变得更困难，许多路障被建起，中摩拉维亚的电力系统被破坏而无法工作。导致德国不可能将机械从捷克工厂转移到德国。
1945年5月5日，在二战欧洲战场的最后阶段，布拉格市民自发地袭击了德国占领者，捷克抵抗运动领导人从隐蔽处走出来引导他们。而德国军队进行反击，但由于俄罗斯解放军的叛逃和捷克人建造的路障，没取得较大进展。
5月8日，捷克和德国签署了停火协议，允许德国军队撤出该市，但并非所有党卫军部队都服从协定撤出。当红军于5月9日抵达布拉格时，该城市已经几乎被解放。
由于这是战争中捷克最大的抵抗行动，布拉格起义在战后成为新捷克斯洛伐克国家的一个民族神话，并成为文学作品的一个常见主题。1948年政变后，共产党政权出于宣传目的，对起义的历史和亲伦敦的抵抗运动组织的重要性进行了歪曲和减弱其在起义之中的重要性。

## 意义
如果将波希米亚和摩拉维亚的游击战与其他国家的游击抵抗相比较，那么捷克的这种抵抗对二战的影响并不大。
由于捷克地理环境之问题，因此不可能组织如白俄罗斯、乌克兰或南斯拉夫等地一样的抵抗运动。尽管如此，捷克的抵抗运动仍然是第二次世界大战中众多抵抗运动的重要组成部分，它成功地冲击了德国在捷克的占领统治，并为加速捷克的解放做出了贡献。